# Rika Hongō
Rika Hongō (本郷理華 Hongō Rika; Sendai, 6 settembre 1996) è un'ex pattinatrice artistica su ghiaccio giapponese.
È stata per due volte medaglia di bronzo ai Campionati dei Quattro continenti di pattinaggio di figura e la vincitrice della Cup of Russia 2014 e del Finlandia Trophy del 2015

## Biografia
È nata il 6 settembre 1996 a Sendai, in Giappone, e ha iniziato a pattinare all'età di 5 anni spinta da sua madre Yuko, ex pattinatrice su ghiaccio. La pista, il Konami sports club, era la stessa pista su cui per alcuni anni si era allenata Shizuka Arakawa, e su cui si allenava Yuzuru Hanyū, più grande di Hongō di due anni. Nel 2004 il Konami sports club ha chiuso per problemi economici, il suo allenatore Hiroshi Nagakubo, già allenatore di Arakawa e di Akiko Suzuki, si è trasferito a Nagoya per lavorare, e Hongo si è trasferita a sua volta per continuare ad allenarsi con lui.

## Carriera

### Stagione 2012-2013
Ha esordito sulla scena internazionale a livello juniores nella stagione 2012-2013, partecipando alle tappe in Francia e in Croazia del Grand Prix ISU juniores di pattinaggio di figura, vincendo la medaglia d'argento nella prima gara e terminando al quinto posto la seconda competizione. Insieme a Satoko Miyahara è stata selezionata per rappresentare il Giappone ai Campionati mondiali juniores di pattinaggio di figura del 2013 a Milano, dove si è classificata al nono posto.

### Stagione 2013-2014
Nella stagione 2013-2014 ha vinto la medaglia di bronzo al Grand Prix ISU juniores in Bielorussia e si è classificata quinta al Grand Prix ISU juniores in Messico, mentre ai campionati mondiali juniores ha concluso la gara in ottava posizione. A fine stagione h fatto il suo esordio in categoria senior partecipando al Triglav Trophy in Slovenia, dove ha vinto la medaglia d'oro.

### Stagione 2014-2015

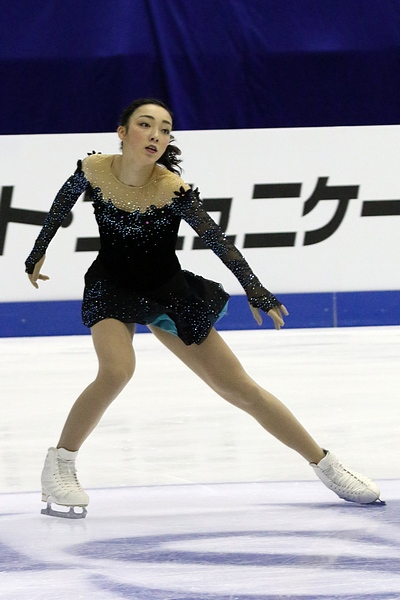
Rika Hongo al Campionati dei Quattro continenti nel 2016.

La stagione 2014-2015 ha visto il suo pieno esordio internazionale, con il primo posto all'Asian Open Figure Skating Trophy e il bronzo al Finlandia Trophy. Ha quindi vinto la medaglia d'oro alla Cup of Russia 2014 e conquistato il quinto posto a Skate Canada International all'interno del Grand Prix ISU di pattinaggio di figura 2014-2015. Questi due piazzamenti le hanno permesso di qualificarsi come prima alternativa per la Finale del Grand Prix e, in seguito al ritiro della statunitense Gracie Gold, di partecipare alla gara, che ha concluso in sesta posizione.
Nel finale di stagione Hongo ha vinto la medaglia d'argento ai campionati nazionali giapponesi dietro a Satoko Miyahara e la medaglia di bronzo ai Campionati dei Quattro continenti di pattinaggio di figura, alle spalle della statunitense Polina Edmunds e nuovamente della connazionale Satoko Miyahara. Ha quindi preso parte ai Campionati mondiali di pattinaggio di figura svoltisi a Shanghai, dove ha concluso la gara in sesta posizione segnando i propri record personali in tutti i segmenti di gara.

### Stagione 2015-2016
Nella nuova stagione successiva ha dominato il Finlandia Trophy, vincendo la medaglia d'oro con oltre 15 punti di vantaggio sulla seconda classificata Julija Lipnickaja.
In seguito ha vinto la medaglia d'argento alla Cup of China con i nuovi record personali di punteggio, ma essendosi classificata solo quinta alla Rostelecom Cup non è riuscita a qualificarsi per la finale del Grand Prix.

Ai Campionati dei Quattro continenti ha ripetuto la prestazione dell'anno precedente, vincendo la medaglia di bronzo, mentre ai Campionati mondiali ha terminato la gara all'ottavo posto con i nuovi record personali.

### Stagioni successive
Nella stagione 2016-2017 ha terminato la gara al quarto posto nell'Autumn Classic International, mentre è arrivata rispettivamente sesta e quinta nelle tappe Skate Canada International e Cup of China del Grand Prix. Ai campionati mondiali e dei Quattro continenti non è riuscita ad andare oltre la sedicesima e decima posizione rispettivamente.
Nella stagione successiva il migliore risultato è stato il secondo posto all'Ondrej Nepela Trophy
Nel 2019 ha deciso di prendere una pausa dalle competizioni, nel dicembre del 2020 ha partecipato un'ultima volta al Campionato giapponese, ottenendo un 18º posto che è il peggior risultato della sua carriera, e il 16 giugno 2021 ha annunciato ufficialmente il proprio ritiro.

## Risultati

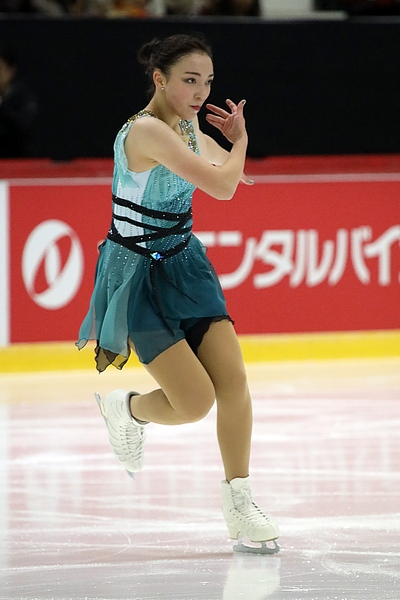
Rika Hongo al Grand Prix della Finlandia nel 2018.

GP: Grand Prix; CS: Challenger Series; JGP: Junior Grand Prix

| Gare internazionali             | Gare internazionali | Gare internazionali | Gare internazionali | Gare internazionali | Gare internazionali | Gare internazionali | Gare internazionali | Gare internazionali | Gare internazionali |
| Evento                          | 2012-13             | 2013-14             | 2014–15             | 2015-16             | 2016-17             | 2017-18             | 2018-19             | 2019-20             | 2020-21             |
| ------------------------------- | ------------------- | ------------------- | ------------------- | ------------------- | ------------------- | ------------------- | ------------------- | ------------------- | ------------------- |
| Campionati mondiali             |                     |                     | 6°                  | 8°                  | 16°                 |                     |                     |                     |                     |
| Quattro continenti              |                     |                     | 3°                  | 3°                  | 10°                 |                     |                     |                     |                     |
| GP Finale del Grand Prix        |                     |                     | 6°                  |                     |                     |                     |                     |                     |                     |
| GP Cup of China                 |                     |                     |                     | 2°                  |                     | 5°                  |                     |                     |                     |
| GP della Finlandia              |                     |                     |                     |                     |                     |                     | 10°                 |                     |                     |
| GP NHK Trophy                   |                     |                     |                     |                     |                     | 7°                  |                     |                     |                     |
| GP Rostelecom Cup               |                     |                     | 1°                  | 5°                  |                     |                     |                     |                     |                     |
| GP Skate Canada International   |                     |                     | 5°                  |                     | 6°                  | 6°                  |                     |                     |                     |
| CS Autumn Classic International |                     |                     |                     | 4°                  |                     |                     |                     |                     |                     |
| CS Finlandia Trophy             |                     |                     | 1°                  | 5°                  |                     |                     | 16°                 |                     |                     |
| CS Ondrej Nepela Trophy         |                     |                     |                     |                     |                     | 2°                  |                     |                     |                     |
| Asian Games                     |                     |                     |                     |                     | 4°                  |                     |                     |                     |                     |
| Asian Open                      |                     |                     | 1°                  |                     |                     |                     |                     |                     |                     |
| Challenge Cup                   |                     |                     |                     |                     |                     | 2°                  |                     |                     |                     |
| Coupe du Printemps              |                     |                     |                     |                     | 1°                  |                     |                     |                     |                     |
| Triglav Trophy                  |                     | 1°                  |                     |                     |                     |                     |                     |                     |                     |
| Gare internazionali juniores    |                     |                     |                     |                     |                     |                     |                     |                     |                     |
| Campionati mondiali juniores    | 9°                  | 8°                  |                     |                     |                     |                     |                     |                     |                     |
| JGP Bielorussia                 |                     | 3°                  |                     |                     |                     |                     |                     |                     |                     |
| JGP Croazia                     | 5°                  |                     |                     |                     |                     |                     |                     |                     |                     |
| JGP Francia                     | 2°                  |                     |                     |                     |                     |                     |                     |                     |                     |
| JGP Messico                     |                     | 4°                  |                     |                     |                     |                     |                     |                     |                     |
| Nazionali                       |                     |                     |                     |                     |                     |                     |                     |                     |                     |
| Campionati nazionali giapponesi | 5°                  | 6°                  | 2°                  | 4°                  | 5°                  | 6°                  | 17°                 |                     | 18°                 |